# Wilfried Grube
Wilfried Grube (1923.) je bivši njemački hokejaš na travi.
Igrao je za DHC Hannover. 
Na hokejaškom turniru na Olimpijskim igrama 1952. u Helsinkiju je igrao za Njemačku, koja je ispala tijesnim porazom od 0:1 u četvrtini završnice od kasnije finalistice Nizozemske.

## Vanjske poveznice
- Profil na Sports Reference.com  Arhivirana inačica izvorne stranice od 17. travnja 2020. (Wayback Machine)